# ISO 3166-2:MS
ISO 3166-2:MS — стандарт Международной организации по стандартизации, который определяет геокоды. Является подмножеством стандарта ISO 3166-2, относящимся к Монтсеррату. Геокод состоит из: кода Alpha2 по стандарту ISO 3166-1 для Монтсеррата — MS. Стандарт охватывает территорию Монсеррата. Монтсеррат является заморской территорией Великобритании. Геокод являются подмножеством кода домена верхнего уровня — MS, присвоенного Монтсеррату в соответствии со стандартами ISO 3166-1.

## Геокоды Монтсеррата
| Название   | Alpha2 | Alpha3 | цифровой | Геокод по ISO 3166-2 | Статус               |
| ---------- | ------ | ------ | -------- | -------------------- | -------------------- |
| Монтсеррат | MS     | MSR    | 500      | не определён         | заморская территория |

## Пограничные Монтсеррату государства
- Антигуа и Барбуда — ISO 3166-2:AG (на северо-востоке (морская граница)),
- Сент-Китс и Невис — ISO 3166-2:KN (на северо-западе (морская граница)),
- Гваделупа — ISO 3166-2:GP (на юго-востоке (морская граница)).